# Tigers will survive
Tigers will survive is het tweede soloalbum van Iain Matthews toen nog Ian Matthews. Het album kwam maar moeizaam tot stand. Een eerste poging werd gewaagd tijdens de Amerikaanse tournee na If you saw thro' my eyes. Echter zowel de Amerikaanse tournee en de opnamen waren (later geconstateerd) niet wat Matthews ervan verwachtte; hij weet het aan nog te weinig liedjes van echte kwaliteit. Eenmaal terug in Engeland trok hij de studio in met wederom Richard Thompson, maatje uit Fairport Convention. In 1972 richtte Matthews samen met Andy Roberts Plainsong op.   

## Musici
- Iain Matthews – zang
- Richard Thompson, gitaar
- Woolfe J. Flywheel (pseudoniem Thompson) – accordeon
- Andy Roberts – gitaar
- Cal Batchelor - gitaar
- Bruce Thomas – basgitaar
- Ian Whitman, Bob Ronga – toetsinstrumenten
- Timi Donald, John Wilson (van Quiver) – slagwerk
- Ray Warleigh – saxofoon

## Muziek
De Amerikaanse persing van het album had een andere trackvolgorde dan de Europese versie. 

| Nr. | Titel                                                     | Duur |
| --- | --------------------------------------------------------- | ---- |
| 1.  | Never again (Matthews)                                    | 3:37 |
| 2.  | Close the door lightly when you go (Eric Anderson)        | 3:08 |
| 3.  | House of Unamerican Blues Activity Dream (Richard Farina) | 3:21 |
| 4.  | Morning song (Matthews)                                   | 3:51 |
| 5.  | The only dancer (Pete.Carr)                               | 4:00 |

| Nr. | Titel                                                     | Duur |
| --- | --------------------------------------------------------- | ---- |
| 1.  | Tigers will survive (Matthews)                            | 4:16 |
| 2.  | Midnight on the water (Matthews)                          | 2:45 |
| 3.  | Right for my eyes (Lewis)                                 | 2:15 |
| 4.  | Da do ron ron (Phil Spector, Jeff Barry, Ellie Greenwich) | 2:10 |
| 5.  | Hope you know (Matthews)                                  | 3:19 |
| 6.  | Please be my friend (Matthews)                            | 5:25 |

| Nr. | Titel                                             | Duur |
| --- | ------------------------------------------------- | ---- |
| 1.  | Devil in disguise (Chris Hillman, Graham Parsons) | 2:25 |